# 银河护卫队 (电影)
是一部於2014年上映的美國超級英雄電影，改編自漫威漫畫的同名超級英雄團體。本片為漫威電影宇宙系列的第十部作品。由漫威影業製作，並由華特迪士尼工作室電影發行。由詹姆斯·岡恩執導，由妮可·帕爾曼撰寫劇本，並由克里斯·普瑞特、佐伊·索尔达娜、戴夫·巴帝斯塔、馮·迪索、畢列·谷巴、李·佩斯、迈克尔·鲁克、凯伦·吉兰、杰曼·翰苏、约翰·C·赖利、格伦·克洛斯和班尼西歐·戴托羅主演。美國於2014年8月1日上映。

## 劇情
1988年，少年彼得·奎爾目睹母親梅莉迪絲·奎爾因腦癌去世後，被星際盜賊軍團「破壞者」（Ravager）擄走至宇宙，而破壞者領袖勇度將他養育長大並訓練他成為一位自稱「星爵」的星際大盜。多年後，長大的奎爾獨自來到廢棄星球「莫拉格」，聽著母亲生前留給他的《勁爆舞曲大帝國第一集》奪取到宇宙靈球，但一名為克里狂暴份子控訴者羅南賣命的機械人科拉特突然走進來打算抓捕他並搶走宇宙靈球，奎爾雖然最後成功逃出莫拉格，但行蹤不小心被勇度發現，還被勇度放出懸賞。當時宇宙兩大帝國「新星帝國」與「克里帝國」簽署和平協議，卻因羅南肆意濫殺無辜而受到威脅；羅南同時與掌握宇宙強權的薩諾斯結盟，協助薩諾斯奪回宇宙靈球而得以借他之手摧毀柴達星，而受令在羅南身邊監督的薩諾斯的養女葛摩菈自告奮勇去執行。
奎爾剛來到柴達星就被葛摩菈搶走宇宙靈球，而一對賞金獵人火箭和格鲁特看上奎爾的賞金而加入鬥爭。但螳螂捕蟬、黃雀在後，四人集體被新星軍團逮捕送入奇恩監獄。而監獄中的大部分囚犯仇視著身為羅南幫兇的葛摩菈，當中包含妻女全被羅南屠殺的德克斯。葛摩菈透露她企圖賣掉宇宙靈球藉以逃脫薩諾斯魔掌，決定先跟奎爾等人達成共識，擅長越獄的火箭與格魯特單單靠隨機應變，就與奎爾、葛摩菈與隨行的德克斯聯手逃出監獄。眾人來到由上古天神族被切斷的巨大頭骨改造而成的無政府採礦殖民地知無領域中，會見收藏著多數宇宙稀有物品的坦利亞·帝凡。帝凡展示藏於宇宙靈球中的六種「無限寶石」之一的「力量寶石」，持有者能用其力量輕易摧毀一顆星球，但若控制不住則會一同被能量吞噬。帝凡的僕人卡琳娜經不起誘惑，在空手觸碰寶石的情況下直接粉身碎骨。
寶石能量直接炸毀帝凡的收藏館，深感不妙的葛摩菈決定將其交給新星軍團以防止落入羅南之手。這時，迫切想復仇的德克斯不惜將羅南的軍隊引來，同時親自迎戰羅南，然而在自不量力下被羅南空手擊敗。葛摩菈駕駛工業飛船撤離過程中，同樣跟在羅南身邊的葛摩菈養妹涅布拉開艦艇追趕她，追到知無領域外後擊毀葛摩菈的船後將宇宙靈球拿走。奎爾不想讓葛摩菈死去而冒險跑出飛船，救下她的同時則一起被勇度抓獲。得到宇宙靈球的羅南逐漸對薩諾斯心生不滿，自行握住寶石後將其合為一體，聲言解決完柴達星就會去殺薩諾斯。經歷慘敗的德克斯徹底領會導致自己墮落的復仇之舉，而另一邊被俘的奎爾與葛摩菈說服勇度幫他們阻止羅南。勇度定下寶石最後歸自己的條件而答應與奎爾合作，隨即趕來的火箭、格魯特與德克斯則一同加入戰局拯救銀河系。
破壞者擬定好作戰計畫後埋伏在柴達星，共同偷襲羅南的戰艦「暗星號」，新星總司令伊拉妮·雷爾疏散城市過程中，派遣所有新星軍團戰機集合起來，合為一個巨大防護罩阻止暗星號登陸星球。但在羅南僅用寶石力量輕輕一擊，所有戰機一瞬間被全部粉碎。火箭帶領破壞者頑強抵抗敵軍，奎爾一行人進入暗星號內部尋找羅南，過程中擊敗科拉特和其他衛兵。葛摩菈獨自擊敗涅布拉，迫使她切斷手跳出去搶一艘船逃之夭夭。奎爾沖進羅南所在的艦橋對他開一炮時，卻發現羅南被寶石護身而沒有死，火箭開船撞進艦橋而使暗星號開始墜落，格魯特決定自我犧牲而為所有人創造一個樹木保護層。在暗星號墜毀後，格魯特化為一堆碎屑，但羅南依然走出殘骸，正要對柴達星發動致命一擊時，奎爾開始唱著歌手舞足蹈來轉移其注意力，讓德克斯拿大炮將羅南的錘仗打碎。
奎爾握住暴露出來的寶石後開始被能量吞噬，但葛摩菈、德克斯與火箭卻一同加入奎爾的行列以生死與共。然而，一行人奇跡般地將寶石控制在手心上，對此難以置信的羅南隨即被奎爾以寶石能量包圍而粉身碎骨。葛摩菈將寶石再次封入一個球體中，勇度趕到準備拿走球體，而奎爾於是給他一個裝有娃娃的假球體。新星軍團對奎爾等人的壯舉心存感激，協助他們重新修復完米蘭號，並告知奎爾其實是人類和一種古老外星生物的混血，源於他自小就沒見過的「父親」。奎爾將裝有寶石的球體交給軍團看管，此行讓他釋懷童年的陰影，打開母親過世前留給他的信件與禮物，傾聽著禮盒中裝的《勁爆舞曲大帝國第二集》。火箭將格魯特的主根碎屑插在花盆中，繁殖出格魯特的後代，眾人則開船飛往宇宙展開新的旅程。
在知無領域，帝凡坐在他毀於一旦的收藏館中包紮傷口、喝著雞尾酒消愁，其中一個收藏品「太空狗科斯莫」跑來舔他，坐在他旁邊喝酒的另一個收藏品霍華鴨只覺得這非常噁心。

## 演員
| 演員              | 角色                  | 簡介 |

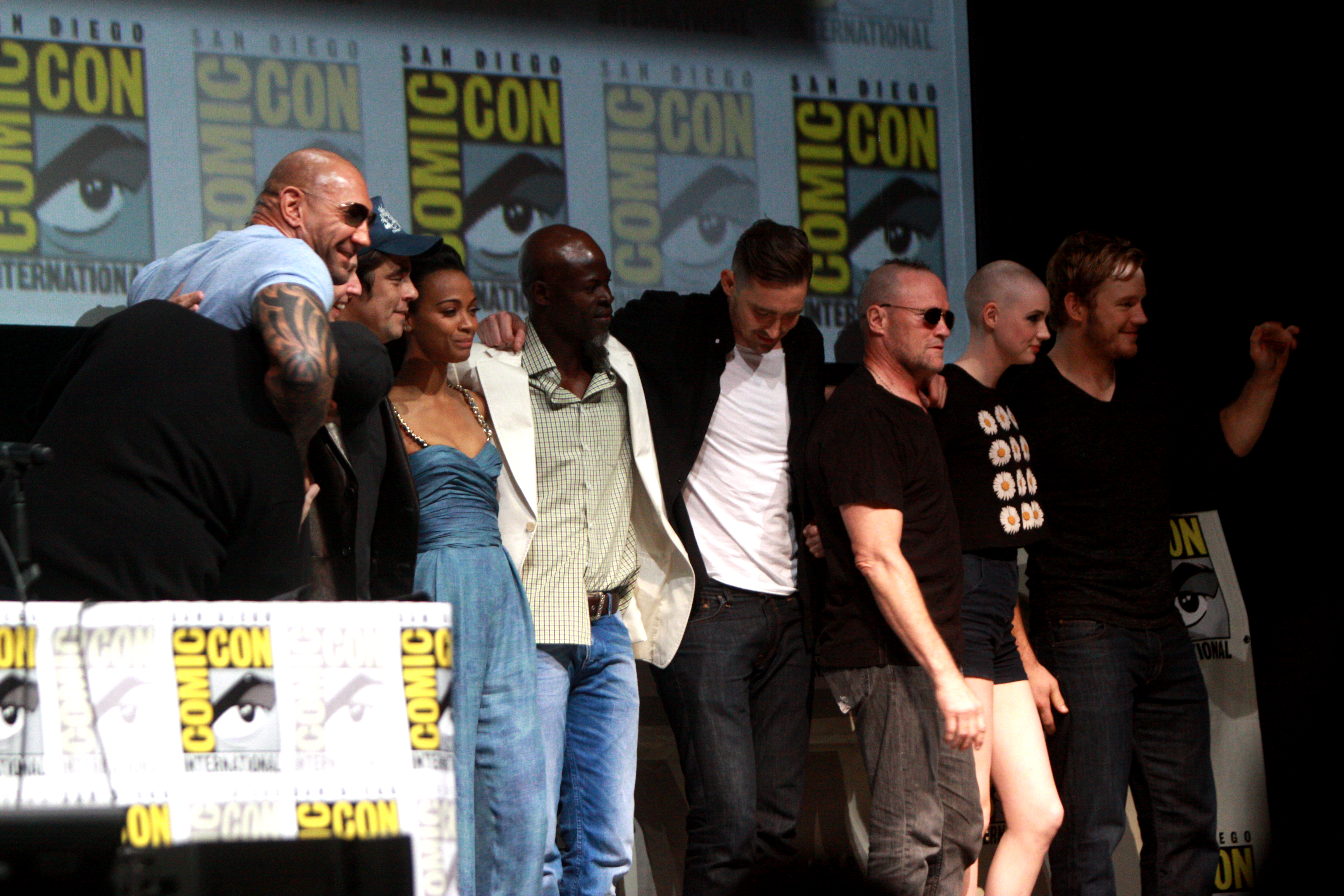
銀河守護隊全體演員及導演在美國圣地亚哥国际动漫展上的合照

| 克里斯·普瑞特     | 「星爵」彼得·奎爾     | 星際異攻隊的隊長，1980年代出生的地球人，擁有人類與某種古老外星種族的混血基因。在9歲時被自號「破壞者」的太空盜賊帶離地球，後來成為其中之一，頸部上植有翻譯裝置。懷亞特·歐拉夫飾演年幼的彼得·奎爾。 |
| 佐伊·索尔达娜     | 葛摩菈                | 銀河守護隊的一員，澤侯貝里人，薩諾斯的養女，受令在羅南身邊服侍，與涅布拉、科拉特一起行動，為了向薩諾斯復仇而背離他們。                                                                            |
| 戴夫·巴帝斯塔     | 德克斯                | 銀河守護隊的一員，種族不明。因為過去被羅南殺死的家人而踏上向羅南復仇之路的通緝犯。 |
| 畢列·谷巴         | 火箭                  | 銀河守護隊的一員。代號89P13的某行星實驗體，和格魯特合夥的賞金獵人。 |
| 馮·迪索           | 格魯特                | 銀河守護隊的一員，具有人類智慧的樹形生物，能透過種植碎屑來繁衍，只會說 「我是格魯特（I am Groot）」。 |
| 李·佩斯           | 控訴者羅南            | 克里人的最高軍事長官，奉行著克里古老律法的傳統派軍閥。由於不滿於克里王與新星帝國簽訂的和平條約，一意孤行的對柴達星進行侵略行動，為此與薩諾斯訂下合作協定以幫助自己摧毀新星帝國。                  |
| 吉蒙·韓蘇         | 科拉特                | 克里人，機器頭，羅南的盟友，守護著宇宙靈球。 |
| 凱倫·吉蘭         | 涅布拉                | 露芬莫德人，薩諾斯的養女，從小跟葛摩菈一起長大，跟羅南結伴出擊的女刺客。 |
| 迈克尔·鲁克       | 勇度                  | 「破壞者」的領袖，藍色皮膚的盜獵者，吹口哨時可控制身上的飛箭，對星爵來說像是父親一樣的人物。 |
| 喬許·布洛林       | 薩諾斯                | 泰坦人，宇宙霸王，人人懼怕的宇宙強權，一手策劃了齊塔瑞人對地球的入侵，跟羅南合作以宇宙靈球交換出兵毀滅柴達的條件。正在收集無限寶石。                                                              |
| 班尼西歐·戴托羅   | 「收藏者」坦利亞·帝凡 | 帝凡集團的領袖，由於活得太長久（30億歲）而决定收藏東西，擁有全宇宙最大的博物館，以「知無領域」為據點，正在尋找並收集無限寶石，但並不是很清楚無限寶石的用處。                                      |
| 格伦·克洛斯       | 伊拉妮·雷爾           | 新星總司令。 |
| 奧菲利亞·拉維邦德 | 卡琳娜                | 收藏者的女僕，對帝凡服侍多年，但心裏其實很憎恨帝凡，但卻敢怒不敢言，因為反抗者都會被囚禁起來。 |
| 彼得·希拉福沃兹   |                       | 新星軍團的高階警官「丹納」（Denarian），帶領新星軍團的戰機陣列出擊抵擋羅南的侵略。 |
| 约翰·C·赖利       |          | 新星軍團的隊員，在柴達星執勤。 |
| 阿萊克斯·德尼索夫 | 他者                  | 齊塔瑞人的領袖，貼身侍奉薩諾斯，曾代表薩諾斯把齊塔瑞軍團借給洛基入侵地球。 |
| 蘿拉·哈德克       | 梅莉迪絲·奎爾         | 奎爾的生母，在他兒時因腦癌而逝世。 |
| 塞思·格林         | 霍華鴨                | 收藏者的收藏品之一。於片尾客串。 |

## 制作
漫威影業總裁凱文·費吉於2010年公開透露本片，漫威影業在2012年7月的聖地亞哥國際動漫展上正式宣布该片正在積極筹备中，并由詹姆斯·岡恩執導及撰寫劇本。在2013年10月之前就已經結束了在倫敦的拍攝工作，該片在美國定於2014年8月1日發布，並且將推出3D和IMAX 3D版。

### 拍攝
- 拍攝工作由2013年7月6日開始至10月12日完結。克里斯·普瑞特從此片開始就已經和漫威影業簽署多部片約。佐伊·索尔达娜表示，她飾演葛摩菈這個角色時是透過化妝的方式，而非CGI效果。而戴夫·巴帝斯塔所化的妝需要大約花了4個小時，但能夠在90分鐘內被卸下。
- 馮·迪索以六種語言（英語、北京話、巴西式葡萄牙語、拉丁美洲西班牙語、法語和俄羅斯語）為國際版電影的格魯特配音。整部片只不停重複一句台詞「我是格魯特（I am Groot）」與決戰時的台詞「我們是格魯特（We are Groot）」。為了入戲，他在配音時穿上了彈跳高蹺來體驗樹人高人一等的感覺。

### 行銷
本片的首支預告片在2014年2月18日在《吉米·坎摩尔直播秀》內播出。之後亦在吉米·坎摩尔直播秀的youtube頻道上推出。

### 作品衍生
此外《星際異攻隊》也將推出電視動畫系列，預計於2015年於迪士尼XD上釋出，該系列和電影的故事線無關，並設有薩諾斯作為一個突出的特點。

## 原声带
2013年8月，詹姆斯·岡恩在其个人网志宣布泰勒·贝兹将为本片配乐。岡恩表示，贝兹谱写配乐在先，然后再依据音乐拍摄，用不着让配乐跟着电影走。2014年2月，岡恩透露《Hooked on a Feeling》等1960和1970年代的金曲，将作为片中奎尔随身听的混音带，聯繫地球、家和他所失去的家人。2014年5月，岡恩表示采用金曲是“文化参考点”，表示“这种惊人的平衡将贯穿整部电影，这将会非常独特，同时亲近观众。音乐和地球上的东西，是点醒我们的一块试金石，奎尔和你我都是地球人，只是他处在外太空冒险之旅中。”
岡恩在选择音乐时，参考了1970年代Billboard所有的金曲排行榜，下载了不下百首观众“似曾相识但又叫不上名字”的歌曲，为这些歌曲创造配合电影节奏的播放列表。他补充道，他“用房子周围的扬声器听这些歌曲，有时会受到围绕歌曲制造场景的启发，其他时候有需要音乐的场景时，也会听这些歌曲，想象着歌曲的画面，尽量弄懂这些作品。”大部分歌曲扮演着协助“演员和摄影师寻找拍摄的完美时机”的角色。大卫·鲍伊的《Moonage Daydream》是唯一一首在后期加入的歌曲。岡恩还表示，片头的设计围绕《Hooked on a Feeling》，后来他发现《Come and Get Your Love
》更适合在片头中使用，遂更换。
2014年7月29日，迪士尼旗下的好莱坞唱片发行了三张专辑：配乐专辑《Guardians of the Galaxy (Original Score)》、包含奎尔混音带中的12首歌曲的《Guardians of the Galaxy: Awesome Mix Vol. 1 (Original Motion Picture Soundtrack)》和双专辑豪华版。2014年8月，奎尔的混音带占据Billboard200排行榜榜首，是史上首张由此前发行歌曲组成的、占据榜首的原声带专辑。
2014年10月21日，迪士尼宣布从11月17日起，通过好莱坞唱片限量发售《Guardians of the Galaxy: Awesome Mix Vol. 1 (Original Motion Picture Soundtrack)》的磁带版，这将是自2003年以来迪士尼首次发售实体磁带版的音乐专辑。该限量版磁带专辑将附赠这张专辑的数字版下载码。

## 迴響

### 爭議
在台灣片名譯作「星際異攻隊」（以英文表示為「Unusual Attacking Team」）引發了很多人的不滿，基於名稱「異攻」發音會容易讓人聯想成「義工」，且片中的台詞也翻譯的和原文差異甚大，台灣漫畫迷紛紛投書向導演告狀，導演得知後在推特上發文「我聽說台灣的片名翻譯成Unusual Attacking Team」不料造成反效果，國外網友認為台灣翻譯得很有趣，隨後又補充發文「我聽說台灣翻譯的名稱，用中文念起來會很像Star Strange Strike Team」，還是有網友認為這種翻譯很厲害。博偉電影表示，漫威在台灣從來沒有正式授權的譯名，片名之所以翻成《星際異攻隊》主要是因為電影中每個角色都各具特異功能，希望能藉此呈現各角色的特點，此片名也已經過美國漫威公司的授權，但博偉電影並無意更正漫迷的想法。
中国版引进时由迪士尼方面交由网络著名美式脱口秀译者“谷大白话”制作送审版字幕，但是电影在中國正式上映版本的字幕交由贾秀琰翻譯。其水準再次遭到了中國網民的吐槽和反對。

### 評價
《星際異攻隊》收穫了影評人普遍的好評。根据評論匯總网站爛番茄汇总的336篇评论文章，92%的评论家给予该作正面评价，使之獲得「認證新鮮」標識，平均打分为7.8分（满分10分）。在Metacritic上，53位影評人共給予了76分的分數（滿分100分），這部電影獲得了「普遍好評」。據CinemaScore調查，觀眾的平均評價於A+至F間落於「A」，而在18歲以下，和25至34歲的觀眾中獲得了「A+」的評分。

### 票房
北美方面，首周末收获9,400万美元列榜首，创下北美影史8月首映票房纪录。次周末收4,153万列亚军。《銀河守護隊》開畫以來大收旺場，在2014年8月最後一周更重奪北美票房榜冠軍，累積票房高達2億6,210萬美元，打敗《美國隊長2》暫成當地全年最高票房電影。第五周末以1,631万获得第三个周末冠军，第六周末以1,016万第四次夺冠。最终以3.33亿的成绩位列北美年度票房第三位。
中国大陆方面，首周三天收获1.9亿人民币列第二位。次周获得2.37亿成为票房冠军，最终累计5.96亿人民币。
台灣方面，首週四天票房為新台幣4,270萬元；次週票房累計至新台幣7,673萬元；最終全台票房為新台幣1.01億元。
| 上一届： 《LUCY：超能煞姬》       | 2014年美國週末票房冠軍 第31周、第34-36周 | 下一届： 《忍者龜：變種新任務》 |
| 上一届： 《猿人爭霸戰：猩凶崛起》 | 2014年香港一週票房冠軍 第30-31周         | 下一届： 《颶風中心》           |
| 上一届： 《心花路放》             | 2014年中国内地一周票房冠军 第42周        | 下一届： 《LUCY：超能煞姬》     |

## 續集
2014年10月28日，宣布續集於2017年5月5日發布。片名定為《Guardians of the Galaxy Vol. 2》。续集《銀河守護隊2》同樣由詹姆斯·岡恩擔任導演及編劇。
此外，官方還透露星際異攻隊未來有望與復仇者交叉結合（即《復仇者聯盟3：無限之戰》和《復仇者聯盟4：終局之戰》）。

## 備註
1. ↑  依照漫威電影宇宙上映次序。
2. ↑  依照漫威電影宇宙中故事發生的時間次序，參見漫威电影宇宙#時間線。
3. ↑  銀河守護隊成員包括彼得·奎爾、葛摩菈、德克斯、火箭、格魯特。

## 外部連結
- 官方网站
- 互联网电影数据库（IMDb）上《星際異攻隊》的资料（英文）
- Box Office Mojo上《星際異攻隊》的資料（英文）
- 爛番茄上《星際異攻隊》的資料（英文）
- Metacritic上《星際異攻隊》的資料（英文）
- AllMovie上《星際異攻隊》的资料（英文）
- 開眼電影網上《星際異攻隊》的資料（繁體中文）
- 时光网上《星際異攻隊》的資料（简体中文）
- 豆瓣电影上《星際異攻隊》的資料 （简体中文）